# NightCry
NightCry (anciennement connu sous le nom de Project Scissors) est un jeu vidéo de type aventure en pointer-et-cliquer et survival horror développé par Nude Maker et édité par Playism Games, sorti en 2016 sur Windows, PlayStation Vita, iOS et Android.
Le jeu est le successeur spirituel de la série Clock Tower. Il a d'ailleurs été également conçu par Hifumi Kono.

## Trame

### Résumé
Les protagonistes sont en croisière sur un paquebot, ils seront confrontés à un tueur surnommé « Scissorwalker ».

### Personnages
- Angie Brown : veuve de John Thompson qui est tuée par Scissorwalker
- Cobie : un membre de l'équipage du navire Oceanus décédé
- Connie : une amie d'enfance de Rooney Simpson décédée
- Eric : un membre de l'équipage du navire Oceanus
- Harry : une victime de Scissorwalker, tué dans un distributeur
- Jerome Theuriau : un passager du navire Oceanus
- Jessica Lopez : une victime de Scissorwalker
- Kelly Butler : une ancienne camarade de classe de Rooney Simpson présumée tuée par Scissorwalker
- Leonard Cosgrove : un personnage jouable qui sera tué ; il est en costume brun
- Maria Ortiz : la professeure de Rooney Simpson et Monica Flores, tuée par Scissorwalker
- Monica Flores : un personnage jouable, en robe de soirée verte
- Old lady : une personne inconnue
- Rooney Simpson : un personnage jouable ; elle porte un haut gris et un pantalon moulant sombre
- Saul : un membre de l'équipage du navire Oceanus, il est tué par des fléchettes
- Scissorwalker : l'antagoniste
- Vigo Boradsov : le second antagoniste.

## Système de jeu
Votre personnage ne peut pas attaquer, car il doit trouver un endroit pour se cacher ou quelque chose pour se défendre.

## Accueil
- Adventure Gamers : 2/5[1]
- Destructoid : 2/10[2]